# Метляева (деревня)
Метляева — деревня в Балаганском районе Иркутской области России. Входит в состав Тарнопольского сельского поселения.

## География
Деревня находится на берегах реки Бирит, примерно в 17 км к северо-западу от районного центра, посёлка Балаганск, на высоте 432 метров над уровнем моря. Площадь деревни составляет 120,9 га, из которых 59,6 га площади занимает застроенная территория.

## История
Деревня Метляева (ранее — д. Верхне-Метляевская) была основана в 1821 году.
В 1878 году в Верхне-Метляевской насчитывался 21 двор и 37 жилых построек. Основными занятиями населения деревни того периода были сельское хозяйство, разведение крупного рогатого скота, коневодство и овцеводство. До 1956 года в деревне находился сельский совет.

## Население
| 1878 | 1926 | 1939 | 1959 | 1970 | 1979 | 1989 |
| ---- | ---- | ---- | ---- | ---- | ---- | ---- |
| 112  | 198  | 320  | 277  | 296  | 188  | 246  |

| 2002 | 2010 | 2011 | 2012 |
| ---- | ---- | ---- | ---- |
| 262  | ↘241 | →241 | ↗244 |

## Инфраструктура
В деревне функционируют начальная общеобразовательная школа, детский сад, дом культуры, библиотека, фельдшерско-акушерский пункт и 2 магазина. Общая площадь жилого фонда — 4,8 тыс. м².